# Калдрма (Грачац)
Калдрма је насељено мјесто у општини Грачац, југоисточна Лика, Република Хрватска.

## Географија
Калдрма је удаљена око 46 км источно од Грачаца.

## Историја
Калдрма се од распада Југославије до августа 1995. године налазила у Републици Српској Крајини.

## Становништво
Калдрма се до пописа становништва 1971. налазила у саставу бивше општине Срб, а до августа 1995. у саставу општине Доњи Лапац. Према попису становништва из 2011. године, насеље Калдрма је имало 31 становника.
| Националност       | 1991. | 1981. | 1971. | 1961. |
| Срби               | 173   | 182   | 206   | 204   |
| Југословени        | 2     | 10    |       |       |
| Хрвати             |       |       | 3     | 4     |
| Црногорци          |       |       |       | 3     |
| Мађари             |       |       |       | 1     |
| остали и непознато |       | 1     |       |       |
| Укупно             | 175   | 193   | 209   | 212   |

| Демографија | Демографија | Демографија |
| Година      | Становника  | Становника  |
| ----------- | ----------- | ----------- |
| 1961.       | 212         |             |
| 1971.       | 209         |             |
| 1981.       | 193         |             |
| 1991.       | 175         |             |
| 2001.       | 23          |             |
| 2011.       |             | 31          |